# Ciefk
Ciefk war ein Volumen- und Getreidemaß in Damaskus.
- 1 Ciefk = 35,266 Liter